# Nina Kristin

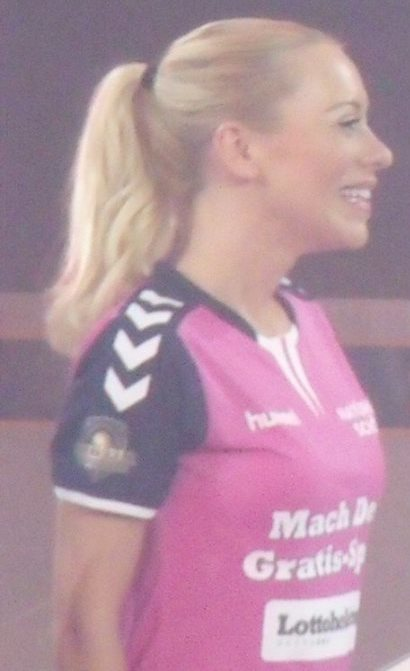
Nina Kristin bei Die große ProSieben Völkerball Meisterschaft 2016

Nina Kristin (* 30. April 1982 in Düsseldorf, eigentlich Nina Kristin Fiutak) ist eine deutsche Schauspielerin und Sängerin, die zudem auch als Model und Unternehmerin tätig ist.

## Privates
Nina Kristin ist das einzige Kind des Unternehmers Rainer Fiutak und seiner Ehefrau Sigrid. Sie besuchte das Hans-Böckler-Berufskolleg in Oberhausen.

## Karriere
Als Kind erhielt Nina Kristin Ballettunterricht, im Alter von 14 Jahren spielte sie Rollen in Musicals im Schildatheater Oberhausen. Nachdem sie zunächst in der Firma ihres Vaters eine Ausbildung zur Bürokauffrau abgeschlossen hatte, besuchte Nina Kristin von 2000 bis 2003 die Stage School Hamburg, an der sie in Tanz und Gesang ausgebildet wurde. Nachdem sie aus gesundheitlichen Gründen den Traum Musicaldarstellerin zu werden aufgeben musste, studierte sie anschließend Kameratechnik an der Film Acting School in Hamburg. Einen ihrer ersten TV-Auftritte hatte sie 2004 in der Spiel-Show J-Game. Im selben Jahr wurde sie am Lee Strasberg Theatre and Film Institute in Los Angeles aufgenommen und erhielt zwei Jahre lang Schauspielunterricht.
Ab 2006 hatte Nina Kristin kleinere TV-Rollen in diversen deutschen Vorabendserien (u. a. Unter uns und Verbotene Liebe) und trat in mehreren Werbespots auf (u. a. für die Telekom gemeinsam mit Uli Hoeneß). 2008 übernahm sie eine weibliche Hauptrolle im US-Film Lucky Fritz und spielte in der TV-Produktion Shoot the Duke mit.
Ende 2008 wurde sie regelmäßiger Bestandteil im Programm von ProSieben, insbesondere des Boulevardmagazins taff: Zunächst wurde die mehrteilige Show Die Wunderwelt der Nina Kristin ausgestrahlt. Im Rahmen des Nachfolgers Nina goes Hollywood berichtete sie u. a. als Reporterin von der Grammy-Verleihung 2009. Im Juli desselben Jahres folgte die 10-teilige Casting-Show Der coolste Job der Welt, in der sie einen neuen Personal Assistant suchte. Im Februar 2010 wurde ihre Karriere als Jungunternehmerin in der Doku-Soap Eine Diva im Stress weiter verfolgt.
Parallel zur Schauspielerei begann sie auch eine Gesangskarriere. Ihre erste Single Xoroscho wurde 2004 veröffentlicht. Die Singles Say It in Spanish und Don't Turn Around wurden von Pappa Bear produziert. An der Seite von David Tavaré gelang ihr 2008 mit dem Titel Centerfold ein Hit in Spanien. Im Sommer desselben Jahres trat sie mehrfach in Spanien und Deutschland auf, unter anderem auch im Rahmen der öffentlichen Feier zum EM-Finale in Berlin. Ihre eigenen Singles waren in Deutschland bislang kommerziell erfolglos und konnten sich mehrheitlich nicht in den Charts platzieren.
Nina Kristin war im August 2009 im Playboy zu sehen, bei der Hälfte der Auflage (neben Miranda Leonhardt) auch auf dem Titelblatt. Im August 2014 erschien Nina Kristin auf dem Cover der deutschsprachigen Ausgabe des Männermagazins Penthouse.
Kristin nahm an der Reality-Show Reality Queens auf Safari teil, welche im August und September 2013 auf ProSieben ausgestrahlt wurde. Zusammen mit der ebenfalls teilnehmenden Tessa Bergmeier wirkte Nina Kristin im November 2013 in einer Folge von mieten, kaufen, wohnen mit. Im Sommer 2014 startete Nina Kristin einen ToyBoy-Aufruf in der Bildzeitung, dass sie einen Mann für ihren Sommer auf Mallorca sucht. Die Suche wurde von Mai bis August in 17 Episoden dokumentiert. 2014 trat Nina Kristin neben Micaela Schäfer und Bettie Ballhaus als Werbeträgerin für die Erotikmesse Venus Berlin in Erscheinung. Anfang 2015 nahm Nina Kristin erneut Schauspielunterricht am Lee Strasberg Theatre and Film Institute in Los Angeles.
Vom 14. August bis zum 26. August 2015 war sie Teilnehmerin bei Promi Big Brother (3. Staffel) und belegte dort den 7. Platz. Nach einer längeren TV-Pause war Nina Kristin mit ihrem Partner André im März 2019 in der taff-Wochenserie Promis im Pauschalurlaub zu sehen.

## Diskografie

### Singles
- Xoroscho (2004)
- Freeze me out (2004)
- Pink Champagne (2004)
- Say It in Spanish (2006)
- City of Angels (2006)
- Seasons Greetings (2007)
- Don't Turn Around (2007)
- Centerfold (David Tavaré feat. Nina) (2008)
- Must Be Love/Success (2008)
- Hollywood Dream Factory (2009)
- Mein Ruhrgebiet (2009)
- Rush Rush (2011)

### Alben
- Too Far (2007)
- Glamland (2010)

## Film und Fernsehen

### Als Schauspielerin
- 2003: Schnelle Urteile (Kurzfilm)
- 2006: Unter uns
- 2006–2007: Verbotene Liebe (6 Folgen)
- 2008: Lucky Fritz
- 2008: Shoot the Duke

### Sonstige Fernsehauftritte
Nina Kristin trat in mehreren Fernsehproduktionen als Kandidatin oder Darstellerin auf:
- 2004: J-Game (Spielshow)
- 2008: Die wunderbare Welt der Nina Kristin
- 2009: Nina goes Hollywood (Doku-Soap)
- 2009: Der coolste Job der Welt (Casting-Show)
- 2010: Eine Diva im Stress (Doku-Soap)
- 2010: Family Stories (Doku)
- 2010: 101 Wege aus der härtesten Show der Welt (Spielshow)
- 2012: 4 Blondes – Das Tagebuch der Luxusfrauen (Doku-Soap)
- 2012: Das perfekte Promi-Dinner[12]
- 2013: Promi Shopping Queen
- 2013: Reality Queens auf Safari (Reality-Show)
- 2013: mieten, kaufen, wohnen
- 2013: Richter Alexander Hold – Folge Stalkingopfer Nina Kristin
- 2015: Promi Big Brother
- 2016: Die große ProSieben Völkerball Meisterschaft 2016
- 2019: Promis im Pauschalurlaub (taff-Wochenserie)
- 2022: Kampf der Realitystars – Schiffbruch am Traumstrand
- 2024: The 50